# Liste der portugiesischen Botschafter in Saudi-Arabien
Die Liste der portugiesischen Botschafter in Saudi-Arabien listet die Botschafter der Republik Portugal in Saudi-Arabien auf. Die beiden Länder unterhalten seit 1980 direkte diplomatische Beziehungen.
Am 16. Dezember 1980 akkreditierte sich in Dschidda der erste portugiesische Vertreter in Saudi-Arabien, danach wurde die Botschaft Portugals in die saudische Hauptstadt Riad verlegt.

## Missionschefs
| Name                                               | Bild          | Amtszeit                             | Anmerkungen                                     |
| Saudi-Arabien                                      | Saudi-Arabien | Saudi-Arabien                        | Saudi-Arabien                                   |
| -------------------------------------------------- | ------------- | ------------------------------------ | ----------------------------------------------- |
| Pedro Paulo de Morais Alves Machado                |               | 16. November 1980 –27. Juli 1986     | Botschafter, am 16. Dezember 1980 akkreditiert  |
| José Manuel Waddington de Matos Parreira           |               | 6. Juni 1988 –21. Januar 1991        | Botschafter, am 10. August 1988 akkreditiert    |
| José Henrique Barbosa Ferreira                     |               | 20. Februar 1991 –13. September 1995 | Botschafter, am 23. September 1991 akkreditiert |
| Pedro Manuel Sarmento de Vasconcelos e Castro      |               | 24. September 1995 –18. April 1999   | Botschafter, 1995 akkreditiert                  |
| Jorge Raúl da Silva Preto                          |               | 5. Juni 1999 – 3. April 2003         | Botschafter, am 29. April 2000 akkreditiert     |
| João Pedro de Noronha Brito Câmara                 |               | 4. April 2003 –3. Februar 2004       | Übergangs-Geschäftsträger                       |
| Henrique Manuel Vilela da Silveira Borges          |               | 4. Februar 2004 –2. März 2007        | Botschafter                                     |
| Aristide Alegre Vieira Gonçalves                   |               | 7. März 2007 –27. März 2010          | Botschafter                                     |
| António Maria Botelho de Sousa                     |               | 1. März 2011 –16. April 2013         | Botschafter, am 11. Oktober 2011 akkreditiert   |
| Manuel Maria Camacho Cansado de Carvalho           |               | 2. November 2013 –15. Dezember 2017  | Botschafter, am 29. August 2014 akkreditiert    |
| Luís Manuel Fernandes de Menezes de Almeida Ferraz |               | seit 30. Januar 2018                 | Botschafter, am 5. März 2018 akkreditiert       |